# Dichaetomyia johannis
Dichaetomyia johannis este o specie de muște din genul Dichaetomyia, familia Muscidae, descrisă de Adrian C. Pont în anul 1967. Conform Catalogue of Life specia Dichaetomyia johannis nu are subspecii cunoscute.